# Canon EOS 5D Mark II
Die Canon EOS 5D Mark II ist eine digitale Spiegelreflexkamera des japanischen Herstellers Canon, die im November 2008 in den Markt eingeführt wurde. Sie wird inzwischen nicht mehr produziert. Der Hersteller richtete sie an Berufsfotografen.

## Technische Merkmale
Die Kamera besitzt einen 21,1-Megapixel-Vollformat-CMOS-Bildsensor. Der Belichtungsindex liegt im Bereich von ISO 100–6400 (durch Sonderfunktionen auch 50–25.600). Die Bewegtbildaufzeichnung mit 1080p-Auflösung ist mit 23,976 (ATSC), 25 (PAL) oder 29,97 (ATSC) Bildern pro Sekunde möglich. Es können bis zu 4 GB große Videosequenzen erzeugt und währenddessen zusätzlich Standbilder in voller Auflösung aufgenommen werden.
Die Kamera hat im Weiteren folgende Eigenschaften:
- Live-View-Modus
- kontinuierliches Aufnehmen von 3,9 Bildern pro Sekunde
- 7,62-cm-(3,0")-LCD im 4:3-Format mit 640 × 480 Pixel (307.200 Pixel, wie bei VGA)
- Belichtungsindex 100–6400 (erweiterbar über Sonderfunktion von 50–12.800 bzw. 25.600)
- selbstreinigende Sensoreinheit
- DIGIC-4-Bildprozessor

## Entwicklung der Firmware
Seit der Firmware-Aktualisierung auf die Version 1.1 (Sep. 2009) ist eine manuelle Kontrolle von Belichtungszeit, Blende und Empfindlichkeit im Videomodus möglich. Im Oktober 2009 kündigte der Hersteller an, zukünftig auch die Bildwiederholraten 25p und 24p zu unterstützen. Eine entsprechende Firmware erschien im März 2010. Zusätzlich wurde Unterstützung für manuelle Tonaussteuerung sowie ein RGB-Histogramm für Videoaufnahmen bei manueller Belichtung hinzugefügt. Die Abtastfrequenz der Tonaufnahmen wurde von 44,1 kHz auf 48 kHz geändert. Die Bildabtastfrequenzen von 24p und 30p wurden an die typischen 23,976 respektive 29,97 Bilder pro Sekunde angepasst. Die aktuelle Version ist 2.1.2 vom 22. Februar 2012.
Nach dem Erfolg der freien Firmwareerweiterung Canon Hack Development Kit für Canon-Kompaktkameras wurde 2009 eine Third-Party-Firmware-Erweiterung für die EOS 5D Mark II unter dem Namen Magic Lantern entwickelt.
Magic Lantern bietet zusätzliche Funktionen, die hauptsächlich für die Video- und Filmkunst, aber auch für Fotografen nützlich sind, darunter einen „Zebra-Modus“ zur Kenntlichmachung über- und unterbelichteter Bereiche, einen Follow Focus, Audio-Pegelkontrolle, Deaktivierung der automatischen Verstärkungsregelung des Mikrofon-Eingangs und vieles mehr. Einige dieser Funktionen wurden zwischenzeitlich in die offizielle Firmware des Herstellers aufgenommen.

## GPS-Anschluss
Über den Datentransmitter WFT-E4 des Kameraherstellers kann an die Kamera ein GPS-Gerät angeschlossen werden, um den genauen Aufnahmeort jedes Fotos aufzuzeichnen. Der GPS-Empfänger muss NMEA-Datensätze über USB senden können. Die Koordinaten werden in den Exif-Daten des Bildes gespeichert (Geo-Imaging).

## Einsatz in Fernsehproduktionen
Die Kamera war die erste Spiegelreflexkamera mit Vollformatsensor, die Videosequenzen in voller 1080p-HDTV-Auflösung aufnehmen kann. Hierdurch verband dieses Gerät die bis dahin getrennten Bereiche von Videoproduktion und Fotografie und wurde damit auch von Filmemachern verwendet. Die Kamera eignet sich dabei besonders für Szenen, die auf engem Raum aufgenommen werden müssen.